# Stibor ze Stibořic
Stibor ze Stibořic a Beckova (také známý jako Ctibor ze Ctibořic, maďarsky Stibor Stiborici, polsky Ścibor ze Ściborzyc, latinsky Styborius de Stiborich; 1347 – 1414) byl uherský šlechtic polského původu, od roku 1388 pán beckovského hradu, rytíř Dračího řádu a vévoda sedmihradský (1395–1401 a 1410–1414).

## Život

Erb Stibora ze Stibořic

Stibor se narodil jako syn Mościc ze Ściborza (1381–1405), vévoda gniewkowský
- bratr Ondřej
- bratr Mikuláš

Stibora pozval do Uher Ludvík I. Veliký, který byl i polským králem. Po Ludvíkově smrti se v boji o uvolněný trůn postavil na stranu Zikmunda Lucemburského a ten ho po získání trůnu bohatě odměnil. Stal se županem Bratislavské župy (1389–1402), později také dalších žup, trenčínské, nitranské a banskobystrické. Asi 20 let po příchodu do Uher mu patřila skoro celá západní polovina dnešního Slovenska a sám se označoval za „pána celého Pováží“.
Se jménem Stibora II. (mladšího) je spojována i nejstarší známá listina psaná v češtině (přesněji ve slovakizované češtině) z území Slovenska; pochází z 13. prosince 1422. Stibor v úpisu potvrzuje svůj dluh 600 uherských zlatých pánovi Benešovi Hernikovi ze Slupna a jeho manželce Kateřině.

## Rodina
Stibor byl ženatý s Dobrochňou (Dobrohna) Stęszewskou († 1422). Z jejich manželství se narodilo několik dětí:
- syn Stibor II. ze Stibořic († 1434),[4] manželka Kateřina (nebo Dorota[5]) Séčéniová, zemřel bez mužského potomstva a lenní majetky se připadly zpět koruně
- dcera Kateřina Markéta, vdala se za Pavla Bánffyho z Dolní Lindvy, čímž Bánffyové získali hrad Beckov
- dcera Rachna nebo Jachma/Jachna (Anna), manželka Ladislava Ilockého/Újlakiho, mačvanského bána[6]
- syn (?), jágerský biskup[4][3] (pravděpodobně jen příbuzný)